# Alain Vaissade
Alain Vaissade, né en février 1946 à Saint-Yrieix-la-Perche (France), est un homme politique suisse membre des Verts.

## Études et vie professionnelle
Il a vécu en France jusqu'en 1970 où il a obtenu une maîtrise en sciences et un diplôme d'études approfondies en physique spatiale à la Faculté des sciences de l'Université de Paris. 
Il a soutenu une thèse de doctorat de spécialité en physique (spectronomie) à l'université Claude-Bernard Lyon 1 en 1973 .
Il est naturalisé suisse en 1986.

## Carrière politique
Il a été élu successivement conseiller municipal de la Ville de Genève en 1987 puis au Grand conseil du canton de Genève en 1997.
Parallèlement, il est élu en 1991 au Conseil administratif de Genève et devient premier écologiste à entrer dans un exécutif communal du canton de Genève. Il est responsable du département des Affaires Culturelles jusqu'en 2003, et laisse son siège à son collègue de parti Patrice Mugny. Il occupe le poste de maire de Genève en 1995 et 2000, devenant alors le premier maire écologiste d'une grande ville suisse,.